# Arturo Nannizzi
Arturo Nannizzi  (ur. 29 października 1887 w Sienie, zm. 4 lutego 1961) – włoski  botanik i mykolog. 

## Życie i praca naukowa
Urodził się w bardzo biednej rodzinie. Po ukończeniu szkoły podstawowej musiał zrezygnować z dalszej nauki. Zarabiał na życie zbierając aromatyczne i lecznicze rośliny dla miejscowego zielarza i wykonując bardzo piękne ich rysunki. Od 16 roku życia bezpłatnie wypożyczał prace botaniczne w sieneńskim ogrodzie botanicznym, współpracując z profesorami Attilio i Flaminio Tassi. Przyjęty do pracy w laboratorium, nauczył się podstaw botaniki i techniki mikroskopowej. W 1899 roku rozpoczął działalność jako popularyzator naukowy i publicysta w biuletynie Laboratorium i Ogrodu Botanicznego w Sienie. W 1908 roku otrzymał mieszkanie jako „służący”. Podczas pracy w tym ogrodzie Arturo Nannizzi badał i obserwował grzyby w najróżniejszych warunkach kulturowych. Dokonał rewizji taksonomicznej, która pozwoliła na rozpoznanie nowego taksonu Hyphales  i nowych gatunków grzybów chorobotwórczych, a także na ustalenie cech botanicznych rodzajów Monilia i Cryptococcus. W 1917 roku założył czasopismo New Journal of Agriculture, Industry and Commerce.
W 1913 r. gmina Siena powierzyła mu reorganizację ważnej kolekcji mykologicznej „Valenti Serini”. W 1922 roku, kiedy opublikował już około trzydziestu prac naukowych, w tym popularną monografię Rośliny uprawne i użytkowe Libii, na polecenie nowego dyrektora ogrodu botanicznego Gino Pollacciego został mianowany „technikiem”. Od tego momentu rozpoczął owocną współpracę z Pollaccim w badaniach nad grzybami chorobotwórczymi dla ludzi. Przeprowadził nad nimi badania, z których stał się znany na całym świecie. W 1922 roku ukazał się pierwszy z ośmiu tomów pracy, prowadzonej we współpracy z Gino Pollaccim Opisane pod mikroskopem grzyby chorobotwórcze człowieka i zwierząt. Praca ta opatrzona była rysunkami, również kolorowymi, w dużej mierze autorstwa samego Nannizziego i mikroskopijnymi preparatami, wykonanymi przez niego. Jego wkład w grzybice medyczne osiągnął punkt kulminacyjny w systematycznym opisie  grzybów ludzkich i zwierzęcych (Siena 1934). Pracę tę zilustrował ponad 200 bardzo dokładnymi wykonanymi przez siebie rysunkami. Zajmował się również fitopatologią. W Ogrodzie Botanicznym w Sienie założył w 1934 r. „Bezpłatne laboratorium fitopatologiczne dla rolników”. Jego pracowitość znalazła również szerokie zastosowanie w praktycznym rozwiązywaniu problemów rolniczych, botanicznych i medycznych zgłaszanych mu listownie. Zajmował się także botaniką historyczną, do studiowania której nauczył się łaciny i paleografii, które potrzebne mu były do odczytania kodów w starożytnych zielnikach.
W 1937 roku Ministerstwo Rolnictwa przyznało mu srebrny medal za działalność w dziedzinie roślin leczniczych. W połowie lat trzydziestych z powodzeniem zajmował się rośliną pokrzyk wilcza jagoda (Atropa belladonna) i jej substancją czynną stosowaną w leczeniu choroby Parkinsona. Na zaproszenie królowej Eleny, będącej pod dużym wrażeniem badań Nannizziego, w 1936 roku uczestniczył w oficjalnej delegacji do Bułgarii w celu zbadania uprawy rośliny i metod przygotowania leku, który był podstawą tzw. „bułgarskiego lekarstwa”. W 1937 roku, również dzięki wsparciu królowej Eleny, Dyrekcja Generalna ds. Zdrowia powołała Arturo Nannizzi na misję do Niemiec z okazji inauguracji w Kassel kliniki dla pacjentów z tą chorobą. Przy tej okazji został odznaczony dwoma wysokimi odznaczeniami: Krzyżem Rycerskim Korony Włoch i Krzyżem I klasy Germańskiego Czerwonego Krzyża i został mianowany wielkim urzędnikiem niemieckiej służby zdrowia. Swoją ogromną wiedzę zastosował do prac o pasożytach roślin leczniczych, opublikowaną później w książce Pasożyty roślin leczniczych. W 1956 r. opublikował pracę Wiedza o florze gleb gliniastych pliocenu (Wkład w badanie flory plioceńskich gleb gliniastych sieneńskich w celu ich ulepszenia rolniczego). 
W 1933 r. został nauczycielem botaniki na Wydziale Farmaceutycznym, gdzie pracował aż do przejścia na emeryturę w 1950 roku. W 1937 r. startował w konkursie ogłoszonym przez Uniwersytet w Mesynie na katedrę botaniki. Mimo licznych prac naukowych i popularnonaukowych poniósł porażkę. Biagio Longo, jego dyrektor w Sieneńskim Ogrodzie Botanicznym ostrzegł go w następujący sposób: „Bez dyplomu wkraczanie na dziedzinę nauki nie jest ani zgodne z prawem, ani uczciwe”. 
W 1925 r. został mianowany członkiem zwyczajnym Accademia dei Fisiocritici. Przyczynił się do odbudowy jej Sekcji Rolniczej. Od 1932 do 1935 był jej bibliotekarzem i redagował publikację odpowiednich aktów. Od 1935 do 1937 był wiceprezesem sekcji rolniczej, a od 1938 do 1957 prezesem. Wiele innych instytucji krajowych i zagranicznych poszukiwało go jako swojego partnera i współpracownika: Akademia Historii Opieki Zdrowotnej w Rzymie, Królewska Akademia Valdarno w Poggio di Montevarchi, Akademia Leonarda da Vinci w Neapolu, Deutsche Gesellschaft für Hygiene w Berlinie. W 1945 r. wstąpił do Rady Wydziału Farmaceutycznego. W 1954 r. Uzyskał od Konsystorza Monte del Mangia obywatelskie uznanie za swoją działalność naukową. 
Po przejściu na emeryturę kontynuował swoje badania i publikował artykuły w głównych i lokalnych gazetach. Zmarł prawie zapomniany, po sześciu latach izolacji i bolesnej choroby. Uniwersytet w Sienie, który odmówił mu nominacji na profesora zwyczajnego z odpowiednim uznaniem ekonomicznym, po jego śmierci poświęcił mu uroczyste upamiętnienie. W 1963 r. ustanowiono nagrodę w jego imieniu, a w 1984 r. gmina Siena na wniosek Accademia dei Fisiocritici nazwała jego nazwiskiem ulicę w rejonie nowej Polikliniki.
W naukowych nazwach utworzonych przez niego taksonów dodawany jest skrót jego nazwiska Nann.